# Batalion ON „Wieluń II”

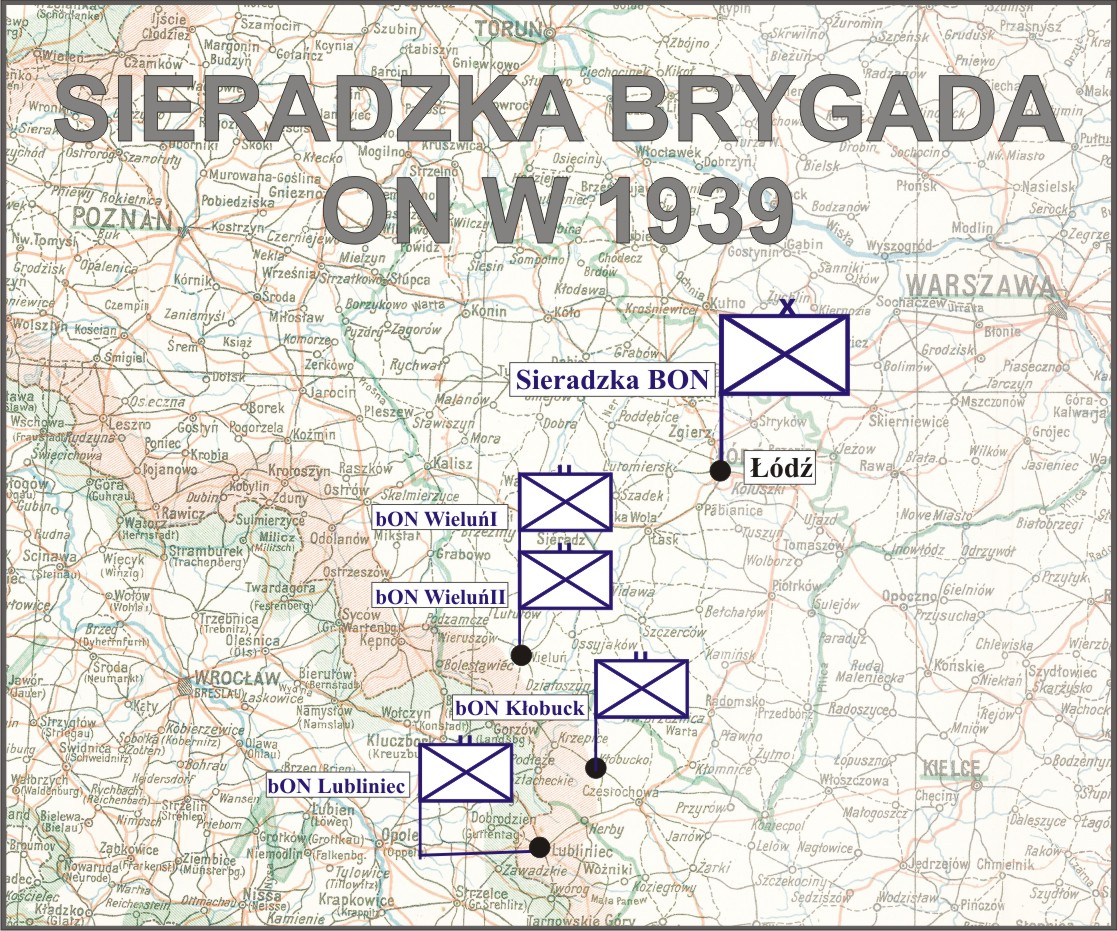
Sieradzka Brygada ON

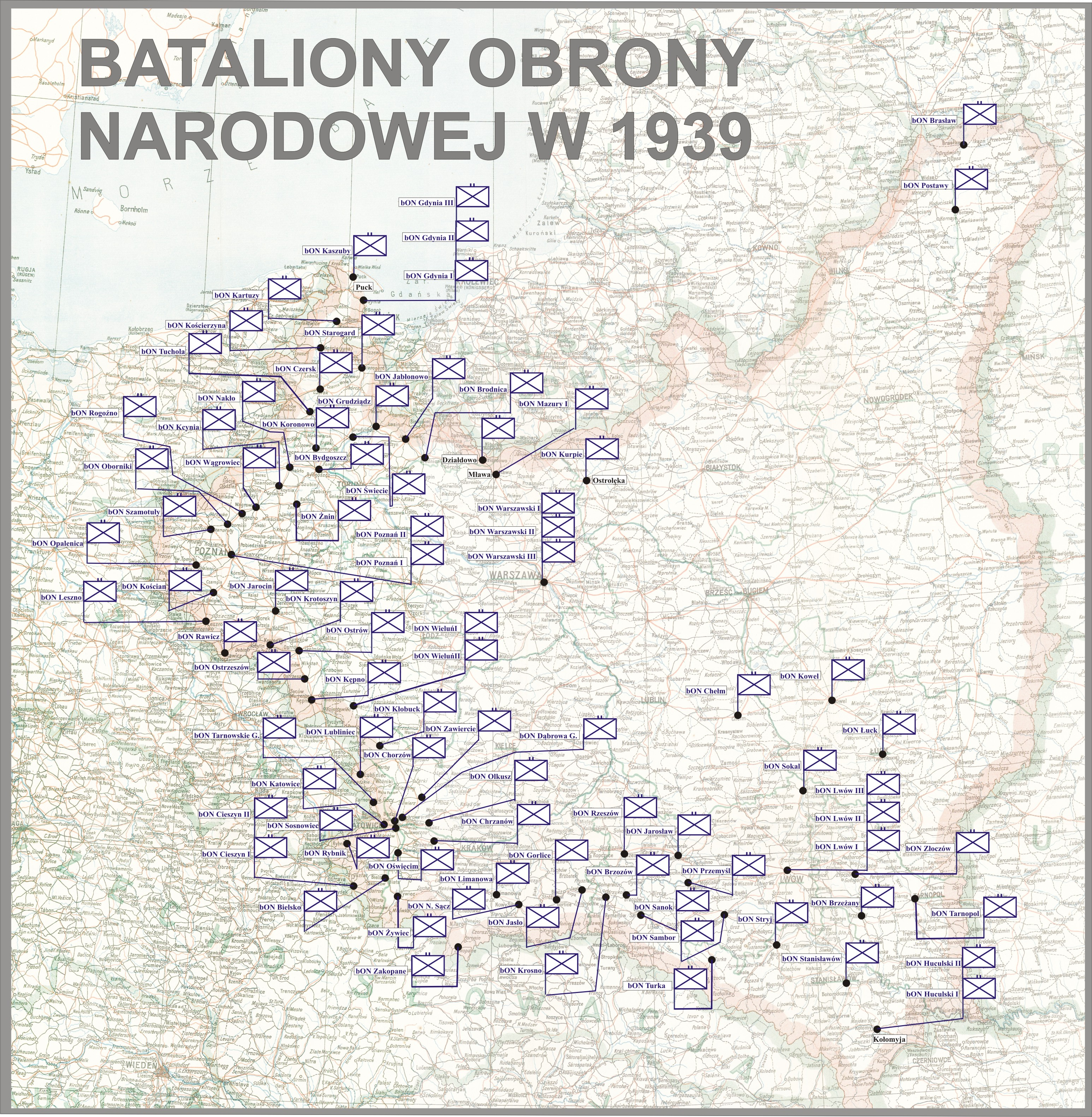
Obrona Narodowa w 1939

II Wieluński Batalion Obrony Narodowej (batalion ON „Wieluń II”) – pododdział piechoty Wojska Polskiego II RP.
Pododdział sformowany został wiosną 1939, na terenie powiatu wieluńskiego, w składzie Sieradzkiej Brygady ON według etatu batalionu ON typ IV. Dowództwo batalionu, 1 kompanię ON i pododdziały specjalne rozlokowano w Wieluniu, 2 kompanię ON w Osjakowie, a 3 kompanię ON w Działoszynie.
Jednostką administracyjną i mobilizującą dla II Wieluńskiego batalionu ON był 31 pułk Strzelców Kaniowskich w Sieradzu.
W kampanii wrześniowej walczył w składzie Oddziału Wydzielonego nr 2 dowodzonego przez płk dypl. Jerzego Grobickiego wchodzącego taktycznie w skład10 Dywizji Piechoty (Armia „Łódź”). Batalion po zmobilizowaniu stacjonował w Krajance. W dniach 30 sierpnia-1 września 1939 1 pluton kompanii ON „Działoszyn” ochraniał dowództwo OW nr 2 w Walichnowach.

## Obsada personalna
dowództwo batalionu i pododdziałów:
- dowódca – mjr Edward Rajpold
  - adiutant dowódcy – ppor. Jan Markiewicz
- dowódca 1 kompanii ON „Wieluń II” – por. Władysław Stepokura
  - dowódca I plutonu – ppor. rez. Kazimierz Czechlewski
  - dowódca II plutonu – ppor. rez. Bolesław Latocha
  - dowódca III plutonu – ppor. rez. Jan Sołtysiak
  - dowódca plutonu ckm - NN
- dowódca 2 kompanii ON „Osjaków” – por. Tadeusz Żabicki (poległ 5 IX)
  - dowódca I plutonu – ppor. rez. Adam Neugebauer (z 31 pp, zg. w Katyniu)
  - dowódca II plutonu – ppor. rez. Mieczysław Plewiński
  - dowódca III plutonu – ppor. rez. Korczak
  - dowódca plutonu ckm - NN
- dowódca 3 kompanii ON „Działoszyn”[b] – por. Stanisław Jangas
  - dowódca I plutonu – ppor. rez. mgr Stefan Kranc (ranny 4 IX)
    - zastępca dowódcy I plutonu – plut. Franciszek Leszczyk

  - dowódca II plutonu – plut. pchor. rez. Jan Rozmarynowski
  - dowódca III plutonu – plut. pchor. rez. Adam Słodziński
  - dowódca plutonu ckm - NN
- sekcja zaopatrzenia – ppor. rez. Władysław Smarzyński
- lekarz batalionu – por. lek. rez. Zwierzyński